# العنف المنزلي في نيجيريا
ينتشر العنف المنزلي في نيجيريا كما هو الحال في بعض أنحاء إفريقيا. هناك اعتقاد ثقافي عميق في نيجيريا بأنه من المقبول اجتماعياً أن تضرب المرأة للتأديب من قبل زوجها. تبدو حالات العنف المنزلي في ارتفاع ولا تظهر أي علامات على الانخفاض في نيجيريا، هذا، بغض النظر عن العمر أو القبيلة أو الدين أو حتى الوضع الاجتماعي. أفادت مؤسسة كلين أن 1 من كل 3 مشاركين اعترفوا بأنهم ضحية للعنف المنزلي. وجدت الدراسة أيضًا زيادة في العنف المنزلي على مستوى البلاد في السنوات الثلاث الماضية من 21٪ في عام 2011 إلى 30٪ في عام 2013. أظهر المسح الوطني للجريمة والسلامة لعام 2012 الذي أجرته مؤسسة كلين أن 31٪ من العينة الوطنية اعترفوا بأنهم ضحايا للعنف المنزلي.
يتخذ العنف المنزلي عدة أشكال منها الجسدية والجنسية والعاطفية والعقلية. عادة، يرتكب العنف المنزلي ضد الإناث. الأشكال الشائعة للعنف ضد المرأة في نيجيريا هي الاغتصاب، والاعتداء بالحمض، والتحرش، وضرب الزوجة، والعقاب البدني.
اتخذت الحكومة النيجيرية إجراءات قانونية لمقاضاة الرجال الذين يسيئون إلى النساء في عدة ولايات. حاليا، هناك ضغط في نيجيريا من أجل القوانين الفيدرالية المتعلقة بالعنف المنزلي وللاستجابة الوطنية القوية ودعم قضايا العنف المنزلي.
تشمل حوادث العنف المنزلي في نيجيريا الضرب، والتعذيب، وصب مواد الحمض، والاغتصاب، وبالتالي القتل. ومع ذلك، تشير التقديرات إلى أن واحدة من كل ثلاث نساء تقريبًا تعاني من العنف المنزلي وعنف الشريك الحميم من أيدي أولئك الذين يدعون أنهم يحبونهم ويفترض أنهم يحمونهم. الخطر يتوغل بعمق لأن معظم الضحايا يسكتون عن انتهاكات حقوقهم، نتيجة اللامبالاة وعدم الحساسية والاستجابة السلبية من أسرهم المباشرة والمجتمع على وجه عام.
في 27 فبراير 2021م، سجلت صحيفة الغارديان النيجيرية يوم السبت أن حالات العنف المنزلي في ارتفاع، خاصة الجانب المادي منها. أفادوا أنه على الأقل مرة واحدة في الأسبوع، هناك حالة لرجل يضرب زوجته أو يشوهها أو يقتلها، وفي بعض الحالات النادرة جدًا، هناك امرأة تتعامل مع زوجها بنفس الطريقة.

## عنف جسدي
عادة ما تتعرض النساء للعنف الجسدي في نيجيريا على أيدي أحبائهن وأفراد الأسرة والمجتمع. أكثر أشكال هذا العنف شيوعًا يشمل الاغتصاب والقتل والصفع والركل. تتضمن بعض الأسباب المحتملة المؤدية لهذه الاعتداءات كون الزوجين في حالة سكر، والمشكلات المالية الناتجة عن حالات الإحباط المحتملة، ورفض محاولات التقرب الجنسية من الشريك.

## العنف الجنسي
لا يتم الإبلاغ عن العنف الجنسي في نيجيريا إلى حد كبير بسبب عبء الإثبات الضروري للإدانة وكذلك الوصمة الاجتماعية التي قد تحدث جراءها. قلما تُشاهد الشرطة النيجيرية وهي تعتقل بتهمة الاعتداء الجنسي مما أدى إلى تقليل الإبلاغ عن هذا الفعل.
أبلغ حوالي 25 ٪ من النساء عن ممارسة الجنس بالإكراه على يد شريكهن الحالي أو شريك سابق.

## العوامل المؤثرة
يمكن القول بأن السياق الاجتماعي للعنف في نيجيريا معتمد إلى حد كبير على مجتمعها الأبوي. يُنظر إلى العنف ضد الزوجة على أنه أداة يستخدمها الزوج لتوبيخ زوجته ولتحسين حالتها. يتم تشجيع الخسارة الشائعة لحقوق المرأة عند الزواج في جنوب الصحراء الإفريقية والطاعة الضمنية والاحترام تجاه الرجل في المجتمع.
العوامل الأخرى المرتبطة بالعنف المنزلي هي الطبقات الاجتماعية والاقتصادية المنخفضة، وتعاطي المخدرات، والتفاوت في سن الزوجين، والبطالة.

## التصورات
تختلف تصورات العنف الأسري حسب الديانة والمنطقة والطبقة. على سبيل المثال، تنظر قبيلة «تيف Tive» في شمال أوسطية نيجيريا إلى ضرب الزوجة على أنه «علامة حب» يجب تشجيعها كما يتضح من العبارة، «إذا لم تتعرض للضرب من قبل زوجك بعد، فأنت لا تعرف فرحة الزواج وهذا يعني أنك لست كذلك. بعد متزوج».
هناك اختلافات في تصورات العنف الأسري تختلف باختلاف الأسباب. هناك أعداد أكبر لحالات مثل إهمال الأطفال أو الخروج دون إخبار الزوج أو على الأقل رفض الجنس أو مجرد الجدل. التفسير الذاتي من قبل الزوج هو المعتبر في تحديد ما هو مقبول أو لا بالنسبة للعنف المنزلي. على سبيل المثال، الضرب المقبول بين الرجال هو عدم احترام الزوج، والعناد، وفرض الإرادة على الزوج، وعدم أداء واجبات الزوجة.

## استجابات
تختلف استجابات النساء اللاتي يتعرضن للعنف المنزلي كما أن هناك اختلافات في من يبلغن عن سوء المعاملة. في دراسة أُجريت في إلورين بنيجيريا، أبلغ عدد كبير من النساء عن تعرضهن للعنف إلى العائلة والأصدقاء بينما لم يقرّر الكثيرون الذهاب إلى الشرطة لتقديم بلاغ. السبب المنطقي وراء عدم الذهاب إلى الشرطة متنوع مثل الخوف من إلقاء اللوم على الضحية، وقبول العنف كرد فعل مناسب، وعدم اتخاذ إجراءات الشرطة.

## تجربة النساء الحوامل
تتعرض النساء الحوامل لمستويات عالية من العنف المنزلي في نيجيريا. يتعرضن للعنف ليس فقط من جانب أزواجهن، ولكن أيضًا من قبل أقرباء الأزواج. في إحدى الدراسات، وُجد أن النوع الأكثر شيوعًا من العنف الأسري هو التعرض للاعتداء الجسدي ومن ثم يكنّ أيضًا ضحايا الاتصال الجنسي القسري.
بشكل عام، تتوغل اتجاهات العنف المنزلي ضد النساء الحوامل عبر مختلف المجموعات العرقية والولايات النيجيرية. كما تتسق هذه الاتجاهات مع أجزاء أخرى من أفريقيا، وتتزامن المواقف تجاه العنف ضد النساء الحوامل مع الاتجاه السالف الذكر الذي يعتبر العنف المنزلي مسموحاً به في ظل ظروف معينة.

## تجربة النساء المصابات بفيروس نقص المناعة البشرية (HIV)
هناك علاقة بين الإصابة بفيروس نقص المناعة البشرية والعنف المنزلي في نيجيريا. النساء المصابات بفيروس نقص المناعة البشرية معرضات بشكل كبير لعنف الشريك الحميم. مع فيروس نقص المناعة البشرية، هناك أيضًا ميل للبقاء في علاقات مسيئة.
في دراسة أجريت على 652 امرأة حامل مصابة بفيروس نقص المناعة البشرية في لاغوس، أبلغت 429 امرأة أنهن ضحايا للعنف. من بين اللواتي أبلغن عن العنف، قالت 74٪ من المستجوبات أن الإساءة حدثت بعد الكشف عن حالتهن من حيث الإصابة بفيروس نقص المناعة البشرية. أبلغت النساء عن الإساءة اللفظية والتهديد بالعنف الجسدي والحرمان الجنسي بمجرد الكشف عن إصابتهن بفيروس نقص المناعة البشرية. كان الإيذاء النفسي هو الإصدار الأكثر شيوعًا للعنف الذي تم تلقيه.

## القوانين
في حين أن العنف المنزلي هو انتهاك لحقوق الإنسان الأساسية، وهو ما يعارضه الدستور النيجيري، لا تزال هناك أحكام تجعل من القانوني الانخراط في العنف المنزلي ضد المرأة. يشجع حكم قانون العقوبات المطبق في الجزء الشمالي من نيجيريا على وجه التحديد العنف ضد المرأة. وبموجب أحكامه، يعد ضرب الزوجة بغرض التصحيح قانونيًا باستخدام (المادة 55 (1) (د) من قانون العقوبات).

## منظمات
هناك عدة منظمات غير الربحية تتعامل مع قضايا العنف المنزلي في نيجيريا والتي تقدم الدعم لضحايا العنف المنزلي. مبادرة مراقبة النساء والأطفال هي منظمة غير ربحية تقدم الدعم للنساء والأطفال من ضحايا المحاكمات المنزلية مثل العنف والزواج القسري، كما تقوم بتدريب المحاميات للدفاع عن حقوق المرأة في المحاكم